# Gura Arieșulu
Gura Arieșulu – wieś w Rumunii, w okręgu Alba, w gminie Lunca Mureșului. W 2011 roku liczyła 453 mieszkańców.